# Boom Hella S. Haasse
Boom Hella S. Haasse is een paardenkastanjeboom in het Vondelpark, Amsterdam-Zuid; het deel dat de Slurf wordt genoemd.
Een vijftienjarige paardenkastanjeboom werd op 21 maart 2008 geplant door wethouder Paul van Grieken ter ere van de negentigste verjaardag van de schrijfster Hella Haasse op 2 februari 2008. Deze jonge kastanje kwam te staan op de plaats waar een oude kastanje tijdens een storm in 2007 omgewaaid was. De Boom Hella S. Haasse staat in een rotstuin direct achter het toegangshek Vondelpark (Stadhouderskade). Omdat het die dag sneeuwde zag de schrijfster deze hommage aan vanuit haar appartement in gebouw Byzantium dat uitziet op die toegang.
Ongeveer een jaar eerder werd ze geëerd met een vernoeming naar haar van planetoïde 10250 (Hellahaasse).
Het Vondelpark kent nog een benoemde boom: een iep ter ere van Hans Houtman nabij de ingang P.C. Hooftstraat. Hans Houtman was oprichter van de vereniging Vrienden van het Vondelpark (overleden Amsterdam 7 juli 2012). Een aantal seringen werd benoemd in het gedicht "Ik heb in 't Vondelpark een klein prieeltje gehuurd" van Annie M.G. Schmidt.